# گرگ هیدلی
گرگ هیدلی (انگلیسی: Greg Headley) یک آهنگساز اهل ایالات متحده آمریکا است.